# Réunion des opéras de France
Créée en 1964 sous l’appellation Réunion des théâtres lyriques municipaux de France (RTLMF), l’association a changé plusieurs fois de dénomination : devenue Réunion des théâtres lyriques de France (RTLF) en 1991, elle se transforme en Réunion des opéras de France (ROF) en 2003. Son évolution demeure étroitement liée à celle du monde de l’opéra, dans son contexte à la fois historique et culturel, institutionnel et politique.
En sont membres :
- Angers-Nantes Opéra ;
- Opéra Grand Avignon ;
- Opéra national de Bordeaux ;
- Théâtre de Caen ;
- Opéra de Dijon (Auditorium de Dijon et Grand Théâtre (Dijon) ;
- Opéra de Lille ;
- Opéra de Limoges ;
- Opéra national de Lyon ;
- Opéra de Massy ;
- Opéra-Théâtre de Metz Métropole ;
- Opéra national de Lorraine, à Nancy ;
- Opéra municipal de Marseille ;
- Opéra Orchestre national Montpellier;
- Opéra de Nice Côte d'Azur ;
- Opéra national de Paris ;
- Théâtre national de l'Opéra-Comique, à Paris ;
- Chorégies d'Orange ;
- Opéra de Rouen ;
- Opéra de Reims ;
- Opéra de Rennes ;
- Opéra national du Rhin, partagé entre Strasbourg, Mulhouse et Colmar ;
- Opéra de Saint-Étienne ;
- Opéra de Toulon ;
- Théâtre du Capitole de Toulouse ;
- Opéra de Tours ;
- Opéra royal de Versailles.